# تشارلز هاميلتون (لغوي)
تشارلز هاميلتون (بالإنجليزية: Charles Hamilton)‏ هو لغوي أمريكي، ولد في 1914، وتوفي في 11 ديسمبر 1996.